# Peltacanthina
Peltacanthina är ett släkte av tvåvingar. Peltacanthina ingår i familjen bredmunsflugor.

## Dottertaxa tillPeltacanthina, i alfabetisk ordning[1]
- Peltacanthina abyssinica
- Peltacanthina albescens
- Peltacanthina albolineata
- Peltacanthina albopilosa
- Peltacanthina annulifemur
- Peltacanthina asthenes
- Peltacanthina auricoma
- Peltacanthina aurisriata
- Peltacanthina bezzii
- Peltacanthina bicolor
- Peltacanthina bracteata
- Peltacanthina carnosa
- Peltacanthina cervina
- Peltacanthina cohaesa
- Peltacanthina concinna
- Peltacanthina concolor
- Peltacanthina cribrosa
- Peltacanthina disperita
- Peltacanthina epixantha
- Peltacanthina excellens
- Peltacanthina faceta
- Peltacanthina fumipennis
- Peltacanthina gamma
- Peltacanthina geminata
- Peltacanthina guttata
- Peltacanthina guttulata
- Peltacanthina kappa
- Peltacanthina liberiensis
- Peltacanthina lurida
- Peltacanthina magnifica
- Peltacanthina minor
- Peltacanthina monotaenia
- Peltacanthina mythodes
- Peltacanthina nervosa
- Peltacanthina octodecim
- Peltacanthina parallela
- Peltacanthina paramythodes
- Peltacanthina pectoralis
- Peltacanthina punctipennis
- Peltacanthina seminigra
- Peltacanthina simillima
- Peltacanthina simponsi
- Peltacanthina splendida
- Peltacanthina stictica
- Peltacanthina surniipennis
- Peltacanthina synapta
- Peltacanthina tessmanni
- Peltacanthina thoracica
- Peltacanthina togoensis
- Peltacanthina trabeata
- Peltacanthina trilineata
- Peltacanthina venusta
- Peltacanthina verberiger